# Championnat de Bohême-Moravie de hockey sur glace
Le Championnat de Bohême-Moravie  est le nom du deuxième Championnat de République tchèque de hockey sur glace. Cette compétition a été créée à la suite de la partition de la Tchécoslovaquie en 1938 après les accords de Munich, et de l'occupation des territoires de l'actuelle République tchèque. Seuls des clubs de la capitale Prague ont reporté de titre national.

## Palmarès
- 1939 - LTC Prague
- 1940 - LTC Prague
- 1941 - I. CLTK Prague
- 1942 - LTC Prague
- 1943 - LTC Prague
- 1944 - LTC Prague